# Palliduphantes chenini
Palliduphantes chenini är en spindelart som beskrevs av Robert Bosmans 2003. Palliduphantes chenini ingår i släktet Palliduphantes och familjen täckvävarspindlar.
Artens utbredningsområde är Tunisien. Inga underarter finns listade i Catalogue of Life.